# Paliivka, Odesa
Paliivka (în ucraineană Паліївка) este un sat în comuna Vîhoda din raionul Odesa, regiunea Odesa, Ucraina.

## Demografie
Componența lingvistică a localității Paliivka
     Ucraineană (90,99%)
     Rusă (6,52%)
     Română (2,17%)
     Alte limbi (0,31%)
Conform recensământului din 2001, majoritatea populației localității Paliivka era vorbitoare de ucraineană (90,99%), existând în minoritate și vorbitori de rusă (6,52%) și română (2,17%).